# Louise-Charlotte de Saxe-Altenbourg
La princesse Louise-Charlotte de Saxe-Altenbourg (Marie-Agnès, Louise Charlotte; 11 août 1873 à Altenbourg – 14 avril 1953 à Altenbourg) est une noble allemande. Elle est une princesse de Saxe-Altenbourg par la naissance et de la princesse d'Anhalt par le mariage.

## Biographie
Elle est la fille du Maurice-François de Saxe-Altenbourg et son épouse, Augusta de Saxe-Meiningen. Son père est un fils de Georges de Saxe-Altenbourg, et un frère cadet d'Ernest Ier de Saxe-Altenbourg. 
La mère de Louise Charlotte est la fille de Bernard II de Saxe-Meiningen, et de la princesse Marie-Frédérique de Hesse-Cassel (1804-1888). 
Louise Charlotte meurt à Altenbourg en 1953, à l'âge de 79 ans.

## Mariage et descendance
Elle épouse Édouard d'Anhalt, un des plus jeunes fils de Frédéric Ier d'Anhalt, à Altenbourg, le 6 février 1895. Ils divorcent le 26 janvier 1918, quelques mois avant qu'il ne règne brièvement en tant que duc d'Anhalt. Ils ont six enfants :
- Frédérique Marguerite (1896), décédé quelques jours après la naissance
- Léopold Frédéric Maurice Ernest Constantine Aribert Edouard (1897-1898), décédé à l'âge d'un an
- Marie-Auguste d'Anhalt (1898-1983), épouse du Prince Joachim de Prusse, le plus jeune fils de l'Empereur Guillaume II d'Allemagne
- Joachim-Ernest d'Anhalt (1901-1947), le dernier duc d'Anhalt
- Eugène (1903-1980), épouse Anastasia Jungmeier (1901-1970); leur fille Anastasia a épousé Emmanuel, Margrave de Meissen
- Wolfgang Albert Maurice Frédéric Guillaume Ernest (1912-1936), est décédé à l'âge de 23 ans